# 帕延奇諾縣

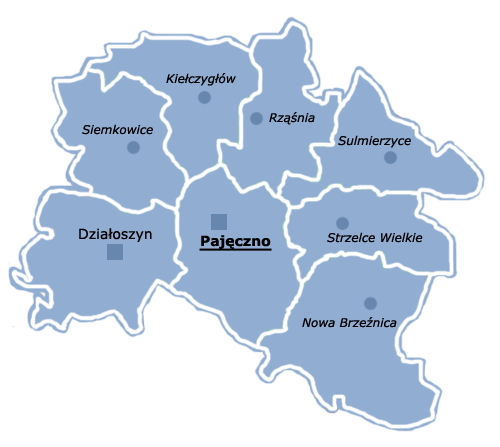

51°9′N 19°0′E / 51.150°N 19.000°E
帕延奇諾縣（波蘭語：Powiat pajęczański），是波蘭的縣份，位於該國中部，由羅茲省負責管轄，首府設於帕延奇諾，面積804平方公里，2006年人口53,395，人口密度每平方公里66人。